# NGC 6084
NGC 6084 is een spiraalvormig sterrenstelsel in het sterrenbeeld Hercules. Het hemelobject werd op 6 juni 1886 ontdekt door de Amerikaanse astronoom Lewis A. Swift.

## Synoniemen
- UGC 10291
- MCG 3-41-143
- ZWG 108.168
- NPM1G +17.0590
- PGC 57575